# Suðuroy régió

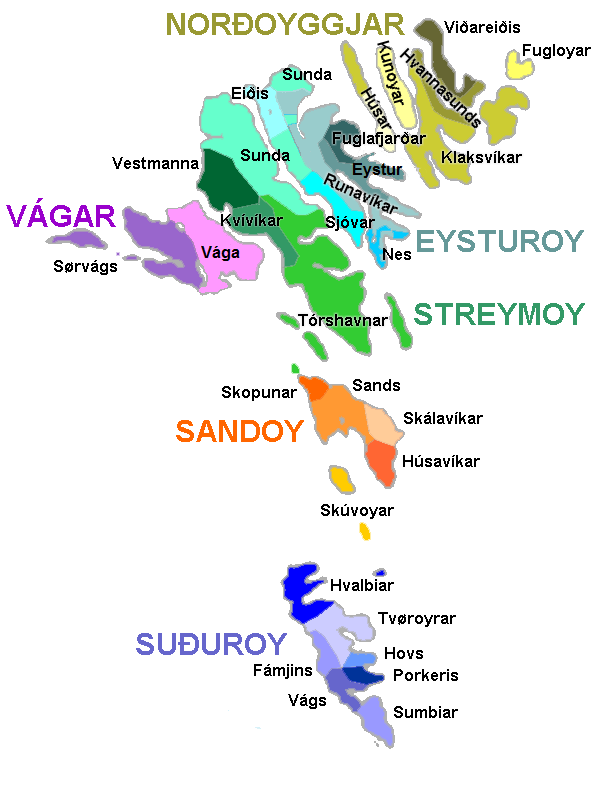
Feröer régiói és községei

Suðuroy régió Feröer hat hagyományos földrajzi régiójának egyike, egyben rendőrségi körzet. Népessége 4846 fő (2009. jan 1.) +/-.

## Földrajz
Suðuroy régió szigetei:
- Suðuroy

## Önkormányzat és közigazgatás
Suðuroy régió községei:
- Fámjin község – Fámjin
- Hov község – Hov
- Hvalba község – Hvalba
- Porkeri község – Porkeri
- Sumba község – Sumba
- Tvøroyri község – Tvøroyri
- Vágur község – Vágur

## Népesség
| Év              | Lakosság |
| --------------- | -------- |
| 1986. január 1. | 5847     |
| 1991. január 1. | 5797     |
| 1996. január 1. | 5080     |
| 2001. január 1. | 4956     |
| 2006. január 1. | 4942     |